# آر کلاغ
آر کلاغ یک ستاره است که در صورت فلکی کلاغ قرار دارد.